# リー・アディ
リー・アディ（Lee Addy, 1990年7月7日 - ）は、ガーナの元サッカー選手。現役時代のポジションはセンターバック。

## 経歴
2007年にFCナニアでプレーを始めるが、まもなくガーナ・プレミアリーグのベレクム・チェルシーに移籍。2009年には国内組で構成されたガーナ代表に初招集され、9月30日のアルゼンチン戦で代表デビューを果たした。その後も2010年にはアフリカネイションズカップ2010、2010 FIFAワールドカップのガーナ代表メンバーに名を連ねた。ワールドカップ後にはセルビア・スーペルリーガのレッドスター・ベオグラードに移籍し、センターバックのレギュラーとして多くの試合に出場した。2012年1月4日、移籍金220万ドルで中国サッカー・スーパーリーグの大連阿爾濱足球倶楽部に移籍した。

## 年齢詐称問題
2010 FIFAワールドカップ前に年齢詐称問題が持ち上がった。リー・アディは2009年に代表デビューした際、生年月日を1985年9月26日としていた。これは様々なインターネット上の記事にも掲載されており、FIFAも公式の文書でそのように記載している。だが、ワールドカップに出場する選手に選ばれると、突然自分の誕生日は1990年7月7日であると主張し始めた。後にスウェーデンの新聞社が彼とコンタクトをとり調査を行ったが、年齢詐称を疑うような事実は出て来なかった。彼の生年月日が1985年9月26日とされた当時パスポートを持っていなかったからである。そのため、未だにどちらの生年月日が正しいのか不明である。

## エピソード
リー・アディは元フランス代表の名選手、マルセル・デサイーのいとこにあたる。

## 代表歴

### 出場大会
- ガーナ代表
  - 2010 FIFAワールドカップ

### 試合数
- 国際Aマッチ 30試合 0得点（2009年-2012年）[6]

| ガーナ代表 | 国際Aマッチ | 国際Aマッチ |
| 年         | 出場        | 得点        |
| ---------- | ----------- | ----------- |
| 2009       | 3           | 0           |
| 2010       | 14          | 0           |
| 2011       | 8           | 0           |
| 2012       | 5           | 0           |
| 通算       | 30          | 0           |

## タイトル
- NKディナモ・ザグレブ

プルヴァHNL(2):2012-13, 2013-14
フルヴァツキ・ノゴメトニ・スーペルクプ(1):2013